# Самоубийства в Швейцарии

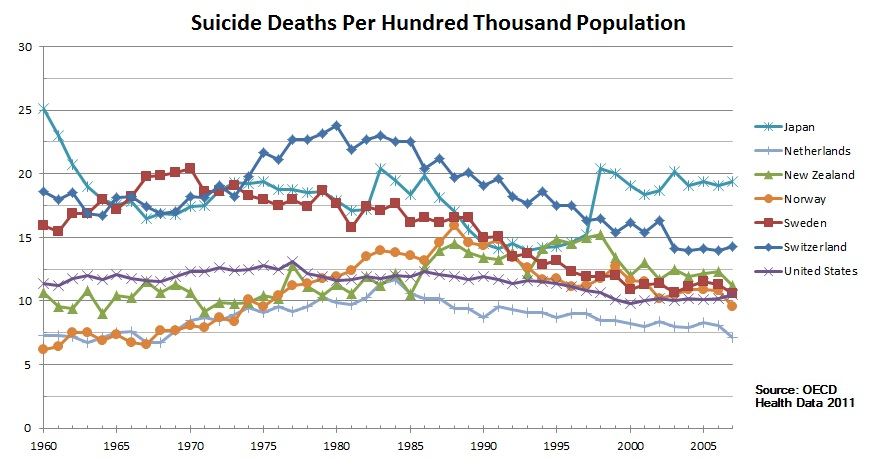
Стандартизированные по возрасту показатели самоубийств за 1960—2011 годы, опубликованные ОЭСР (2011) для Японии, Нидерландов, Новой Зеландии, Норвегии, Швеции, Швейцарии и США.

По состоянию на 2015 год в Швейцарии стандартизированный уровень самоубийств составлял 10,7 на 100,000 человек (мужчины 15,5, женщины 6,0). Фактический (нестандартизированный) показатель в 2014 году составил 12,5 (мужчины 18,5, женщины 6,6).

## Статистика
Показатель самоубийств в Швейцарии за 2015 год — 10,7 (среди мужчин — 15,5, среди женщин — 6,0), опубликованный Всемирной организацией здравоохранения, является «стандартизированным по возрасту», в котором делается попытка учесть различия в возрастной структуре для целей международного сравнения. Стандартизированный уровень самоубийств в Швейцарии схож с показателями соседних Франции (12,7; мужчины 19,0, женщины 5,9), Австрии (11,7; мужчины 18,5, женщины 5,3) и Германии (9,1; мужчины 14,5, женщины 4,5). Это несколько ниже среднего показателя по Европе — 11,93 и близко к среднему мировому показателю — 10,67.
Фактическая смертность от самоубийств в Швейцарии несколько выше: в 2014 году 1,029 человек совершили самоубийство без посторонней помощи (754 мужчины, 275 женщин), что составляет 12,5 на 100,000 (18,5 мужчин, 6,6 женщин). Не включены 742 ассистированных самоубийства (320 мужчин, 422 женщины); большинство ассистированных самоубийств касались пожилых людей, страдающих неизлечимым заболеванием.
Согласно швейцарским статистическим данным о причинах смерти по количеству лет потенциальной потерянной жизни (YPLL) по состоянию на 2014 год оценивает самоубийства в 12,323 YPLL среди мужчин (12 % YPLL от всех причин смерти) и 4,750 YPLL среди женщин (8 % YPLL от всех причин смерти). Стандартизированные показатели YPLL на 100,000 человек по отношению к европейскому стандарту 2010 года (Евростат 2013) составляют 327,0 для мужчин (29 часов на душу населения) и 128,6 (11 часов на душу населения) для женщин.
Уровень самоубийств неуклонно снижался в период с 1980-х по 2000-е годы, сократившись с 25 в середине 1980-х годов. С 2010 года тенденция к снижению прекратилась, и дальнейшего существенного сокращения числа самоубийств не наблюдается. Пику в 1980-х годах предшествовал исторически низкий показатель в 17 в 1960-х годах. Соотношение мужчин и женщин сократилось с 6:1 в конце 19 века до примерно 2,5:1 сегодня. В 1881 году уровень самоубийств среди мужчин составлял 42, что почти в 2,5 раза выше современного значения, а среди женщин — 7, что сопоставимо с современным значением.
Швейцарскими кантонами с самым высоким уровнем самоубийств в период 2001—2010 годов были Аппенцелль-Ауссерроден для мужчин (37) и кантон Шаффхаузен для женщин (10); кантоном с самым низким уровнем самоубийств был италоязычный Тичино (мужчины 14, женщины 5), что соответствует более низким показателям в Южной Европе, но все же значительно выше, чем в соседней Италии (5,4 по состоянию на 2015 год).
Статистические данные о способах самоубийства, собранные за период 2001—2012 годов, показала, что наиболее предпочтительным способом самоубийства для мужчин является выстрел в себя из огнестрельного оружия (29,7 %), далее следует повешение (28,7 %), отравление (16,5 %), прыжок с высоты (9,8 %) и железнодорожный суицид (7,9 %). Статистические данные по женщинам существенно отличаются, наиболее предпочтительным методом является отравление (38,8 %), прыжок с высоты (16,0 %) железнодорожный суицид (9,5 %), повешение (18,5 %) и выстрел в себя из огнестрельного оружия (3,0 %).

## Ассистированный суицид
В 2014 году было зарегистрировано в общей сложности 742 ассистированного самоубийства (320 мужчин, 422 женщины), или 1,2 % смертей среди постоянного населения Швейцарии. Это более чем на 250 % больше, чем в 2009 году; в то время как общий уровень самоубийств снижался с 1980-х годов, число ассистированных самоубийств значительно увеличилось с 2000 года. В 94 % случаев люди, решившиеся на ассистированное самоубийство, были старше 55 лет, и в большинстве случаев они страдали от неизлечимых заболеваний (42 % — рак, 14 % — нейродегенерация (например, болезнь Паркинсона), 11 % — сердечно-сосудистые заболевания, 10 % — заболевания опорно-двигательного аппарата). Этот показатель был самым высоким в кантоне Цюрих (1,4 % смертей), за ним следует Женева (1,3 %).
Ассистированное самоубийство является законным с 1941 года, если его совершает не врач, не заинтересованный в смерти человека. Закон запрещает врачам, супругам, детям или другим связанным с ними лицам принимать непосредственное участие в смерти человека. Многие граждане из других стран пересекают границу Швейцарии, чтобы покончить с жизнью. В 2011 году предложение о запрете этой практики «суицидального туризма» было отклонено на всенародном голосовании в кантоне Цюрих большинством в 78 % голосов. Законы, регулирующие ассистированное самоубийство, не ограничивают эту практику смертельно больными, необходимо только, чтобы человек, желающий совершить ассистированное самоубийство, делал это, находясь в полной способности принимать решения (и действительно, статистика ассистированного самоубийства показывает, что в меньшинстве случаев в качестве соответствующего заболевания указывается депрессия). Тем не менее, в 2011 году правительство Швейцарии объявило о намерении добиваться изменения законодательства страны, «чтобы убедиться в том, что смертельно больные люди используют его только в качестве последнего средства». Dignitas, швейцарская группа, содействующая самоубийству, требует, чтобы пациенты предоставляли конкретные доказательства врача и прогноз в письменном виде с указанием неизлечимой болезни.

### Известные случаи
В январе 2006 года британский врач Энн Тернер покончила с собой в клинике Цюриха, у нее развилось неизлечимое дегенеративное заболевание. Ее история была освещена на Би-би-си, а позже, в 2009 году, снята в телевизионном фильме «Короткое пребывание в Швейцарии».
В июле 2009 года британский дирижер сэр Эдвард Даунс и его жена Джоан умерли вместе в клинике самоубийств под Цюрихом «при обстоятельствах по их собственному выбору». Сэр Эдвард не был смертельно болен, но у его жены был диагностирован быстро развивающийся рак.

### Кантональные референдумы
В мае 2011 года в кантоне Цюрих прошел референдум, на котором избирателям был задан вопрос: (i) следует ли полностью запретить ассистированное самоубийство; и (ii) должна ли компания Dignitas и другие организации, оказывающие помощь при самоубийстве, не принимать иностранных пользователей. Избиратели Цюриха решительно отвергли оба запрета, несмотря на лоббирование против эвтаназии со стороны двух швейцарских социально-консервативных политических партий — Евангелической народной партии Швейцарии и Федерального демократического союза. Предложение о полном запрете отклонили 84 % избирателей, в то время как 78 % проголосовали за то, чтобы оставить услуги открытыми, если они потребуются зарубежным пользователям.